# Cinnamomum camphora
Cinnamomum camphora, el alcanforero, es un árbol de la familia de las lauráceas que puede llegar a alcanzar dimensiones del orden de los veinte metros. 

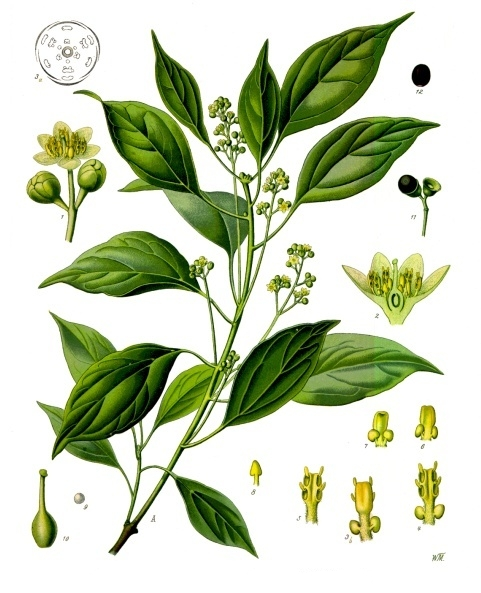
Ilustración

## Hábitat
La planta procede del extremo Oriente y es común en China, Japón y Taiwán. Se cultiva también en numerosos países de clima cálido y en las regiones costeras del Pacífico en los Estados Unidos.

## Descripción
Es un gran árbol de hoja perenne con las ramas frágiles que alcanza los 20 metros de altura. Las hojas son alternas, pecioladas, de forma ovalada, coriáceas y acuminadas de color verde brillante y con tres nervios principales que presentan en sus axilas unas pequeñas glandulitas. Las flores son blancas amarillentas y aparecen en mayo-junio agrupadas en panículas corimbosas dispuestas en sus axilas. El fruto es una baya en forma de globo de color rojizo que torna a negro cuando madura.

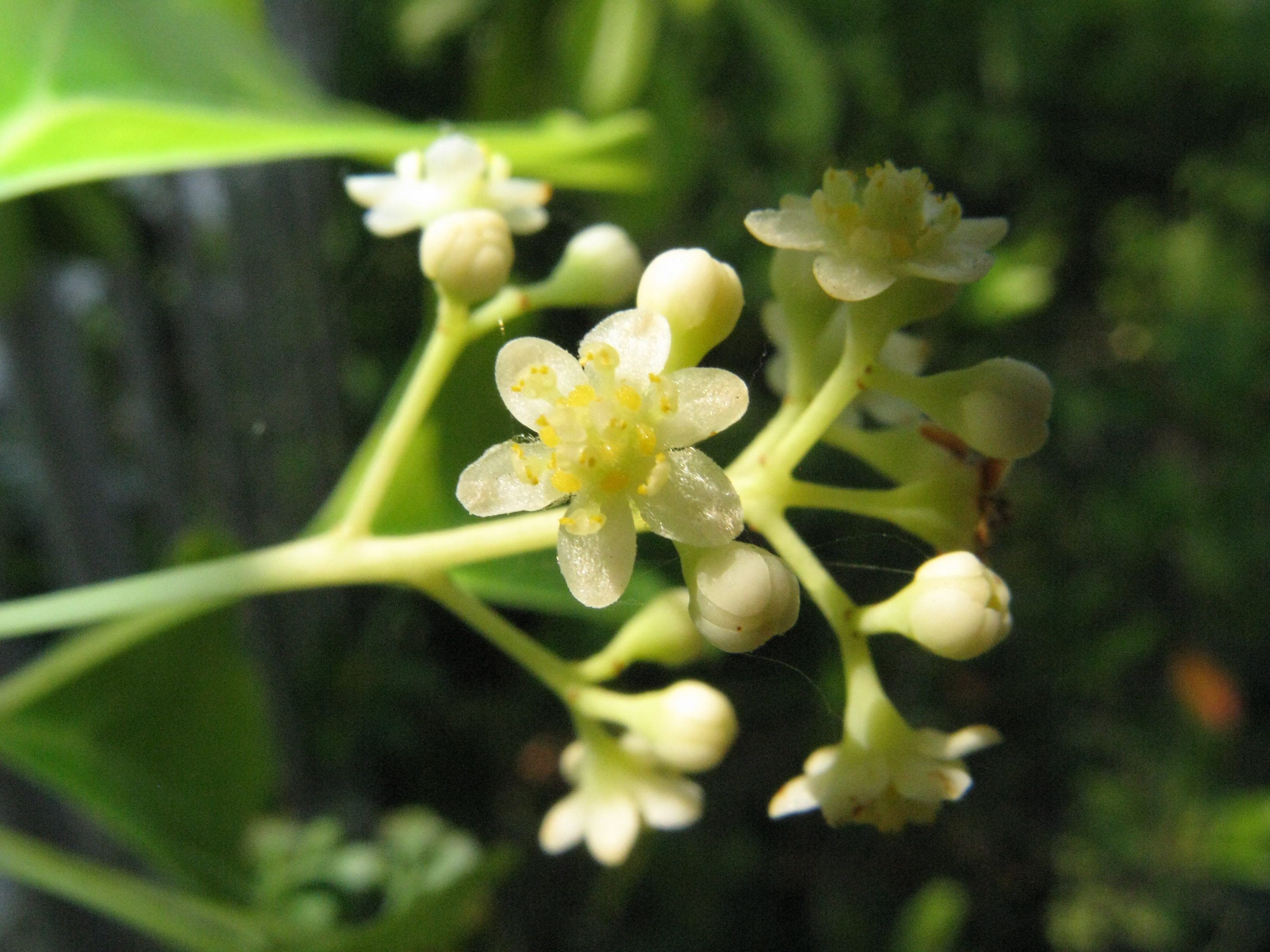
Flores

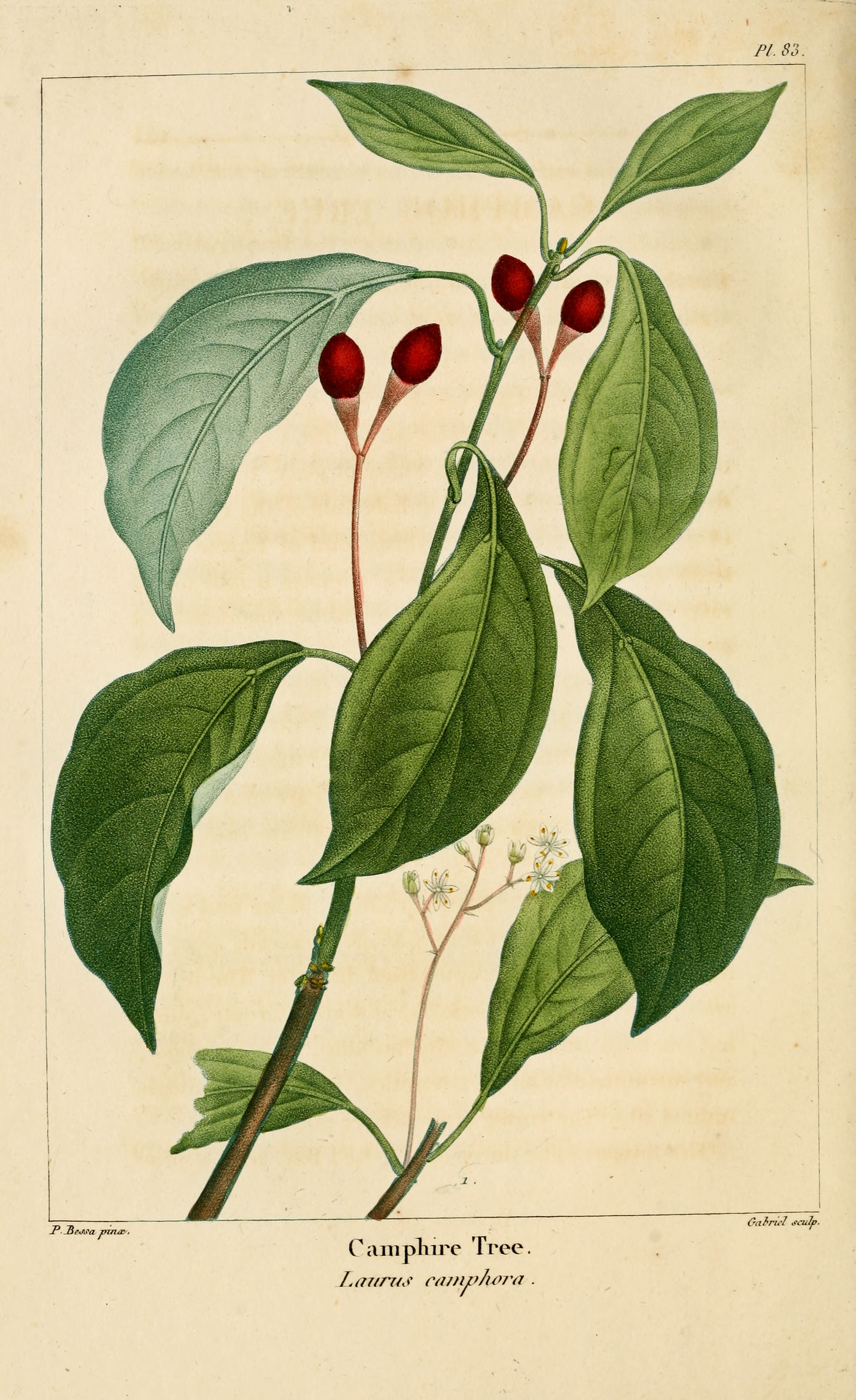
Ilustración

## Principios activos
- El aceite de alcanfor se obtiene por destilación de su madera.

## Propiedades
- En grandes dosis es narcótico e irritante, sin embargo a dosis pequeñas es sedante, antiespasmódico, diaforético, antihelmíntico y balsámico.
- En aplicación externa puede aliviar los dolores de cabeza y neuralgias. (preferentemente con alcohol alcanforado).
- También se utiliza el alcohol alcanforado para aliviar los dolores de muelas.
- Debe utilizarse bajo control médico pues su intoxicación produce dolor gástrico y vómitos, debilidad y rigidez muscular. Los pájaros son muy sensibles a sus vapores y si se exponen a ellos pueden perecer en 15 minutos.[1]

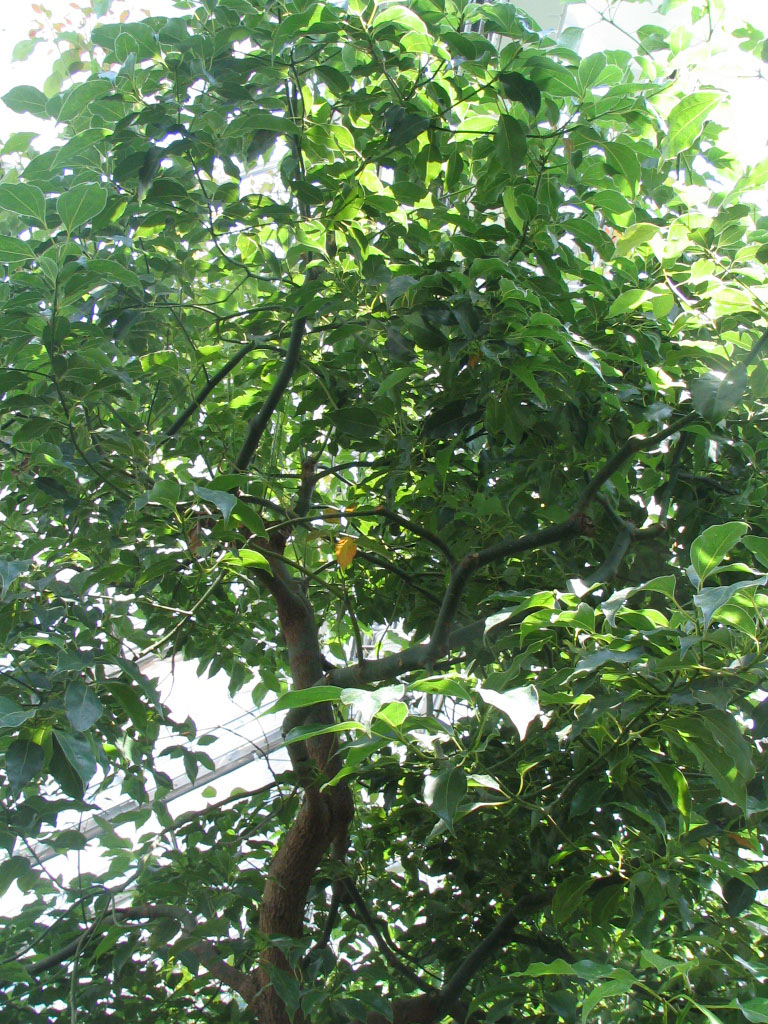
Alcanforero.

## Taxonomía
Cinnamomum camphora fue descrita por (L.) J.Presl y publicado en O Prirozenosti rostlin, aneb rostlinar 2: 47. 1825.
Etimología
Cinnamomum: nombre genérico del árbol de la canela. Proviene del griego Kinnamon o Kinnamomon, que significa madera dulce. Este término griego probablemente proviene de las lenguas semíticas. En hebreo quinamom, podría tener origen en una versión anterior al término Kayu manis, que en el lenguaje de Malasia e Indonesia también quiere decir madera dulce. 
camphora: epíteto latino que significa "alcanfor".
Sinonimia
- Camphora camphora (L.) H.Karst.
- Camphora hahnemannii Lukman.
- Camphora hippocratei Lukman.
- Camphora japonica Garsault
- Camphora officinarum Nees
- Camphora officinarum Bauh.
- Camphora officinarum var. glaucescens A.Braun
- Camphora vera Raf.
- Camphorina camphora (L.) Farw.
- Cinnamomum camphoriferum St.-Lag.
- Cinnamomum officinarum Nees ex Steud.
- Laurus camphora L.	basónimo
- Laurus camphorifera Salisb.
- Laurus gracilis G.Don
- Ocotea japonica (Garsault) Thell.
- Persea camfora Spreng.
- Persea camphora (L.) Spreng.[4]